# Franz Endler
Franz Endler (* 8. Jänner 1937 in Wien; † 5. April 2002 ebenda) war ein österreichischer Musikkritiker und Kulturpublizist.

## Leben
Endler wurde schon als Schüler bei den Wiener Sängerknaben musikalisch ausgebildet, nach der Matura studierte er Musikwissenschaft an der Universität Wien und erwarb schließlich den Dr. phil. mit der Dissertation aus 1981: Julius Korngold und die „Neue Freie Presse“.
Schon 1956 begann Endlers Tätigkeit als Musikkritiker. Er war Gründungsmitglied der Kronen Zeitung, schrieb in der Folge für den Bild-Telegraf, war Chef der Kulturressorts der Zeitungen Die Presse und Kurier (1988–97). Ab 1957 arbeitete Endler auch als freier Mitarbeiter für die Radioprogramme des Österreichischen Rundfunks.

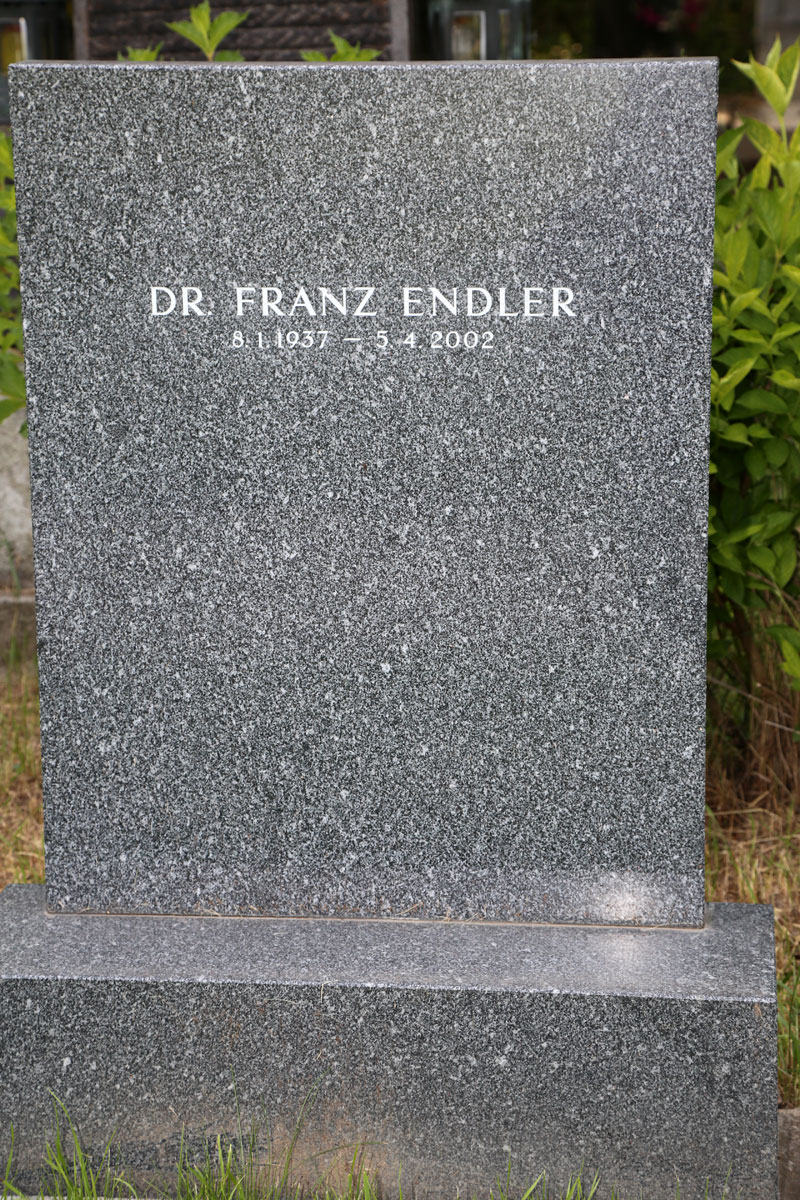
Grab von Franz Endler

Endler profilierte sich als Kritiker des Regietheaters und Hauptgegner von Gerard Mortier während dessen Salzburger Funktionsperiode. Er verfasste aber auch kulturhistorische Bücher sowie Biografien über Karl Böhm, Herbert von Karajan und Johann Strauß. Endler starb nach langer, schwerer Krankheit. Er wurde am Wiener Zentralfriedhof bestattet.
Er war in erster Ehe mit der Bühnen- und Kostümbildnerin Maxi Tschunko und in zweiter Ehe mit Margit Hoffmann-Ostenhof verheiratet.

## Werke (Auswahl)
- Österreich zwischen den Zeilen
- Wien im Barock
- Wien im Biedermeier
- Das K.u.k. Wien
- Die Wiener Sängerknaben
- Karl Böhm - Ein Dirigentenleben
- Endlers Opernführer

## Auszeichnung
- 2001: Goldenes Verdienstzeichen des Landes Salzburg